# ワシーリー・アンドレーエフ
ワシーリー・ワシーリエヴィチ・アンドレーエフ（ロシア語: Василий Васильевич Андреев, ラテン文字転写: Vasilii Vasil'evich Andreev, 1861年1月15日 - 1918年12月26日）は、ロシアの民族楽器演奏家、指揮者、作曲家。バラライカをはじめとするロシアの民族楽器を復元・改良し、バラライカ・アンサンブルやロシア民族楽器オーケストラの活動を通じてこれらの楽器とロシア民謡の普及に努めた。

## 概要
アンドレーエフは、その生涯と全財産をバラライカの改良と普及に捧げた。22歳のときに農奴の弾く自作バラライカに魅せられ、楽器職人らと協力して楽器の構造や材料を改良、現在の演奏会用楽器の基礎を作り上げた。その後、様々な大きさによって音域別としたバラライカ群をS.I.ナリーモフに設計・製作させ、1888年にバラライカ・アンサンブルを結成、1897年にはドムラとグースリを加えたオーケストラへと発展させた。
アンドレーエフは、これら民族楽器の演奏を通じて、ロシア民謡の保存とともに民衆の啓蒙活動や愛国心の醸成に取り組んだ。そのため、ロシア民謡から芸術音楽まで幅広いレパートリーを組み、ロシア国内外で一大ブームを起こした。
「皇帝のソリスト」の称号を持ち、歌手フョードル・シャリアピンや作曲家アレクサンドル・グラズノフらとの親交でも知られる。バラライカ独奏やロシア民族楽器オーケストラなどのためにロシア民謡やクラシック音楽を編曲し、ワルツ、マズルカ、ポロネーズなどのオリジナル曲も30曲以上作曲した。アンドレーエフの作品の多くは平易な形式とサロン風の優雅な曲調であるが、『スコモローフの踊り』と『月は輝いている』（ロシア民謡の編曲に基づく変奏曲）は民族音楽的な位置にある。

## 生涯

### 生い立ち
トヴェリ州ベジェツク生まれ。父親は富裕な商人だったが、ワシーリーが2歳のときに亡くなり、母親に育てられた。母親ソフィアは貴族の家系であり、数カ国語を話し、ピアノを弾いた。ワシーリーは家の使用人たちと交わり、5歳のころにはガルモーニを弾いたという。その後、母親とともにペジェツク近郊の小村マリイーノに移ると、田舎の娯楽や輪舞、舞踏とともに民族楽器に親しむ。
長じると、サンクトペテルブルクでギムナジヤ（中学校）に通いながらガルキンにヴァイオリンを師事した。1882年にギムナジヤを卒業し、ヨーロッパ旅行に出る。イタリアではマンドリンオーケストラに接して刺激を受けた。

### バラライカとの出会いからアンサンブル結成まで

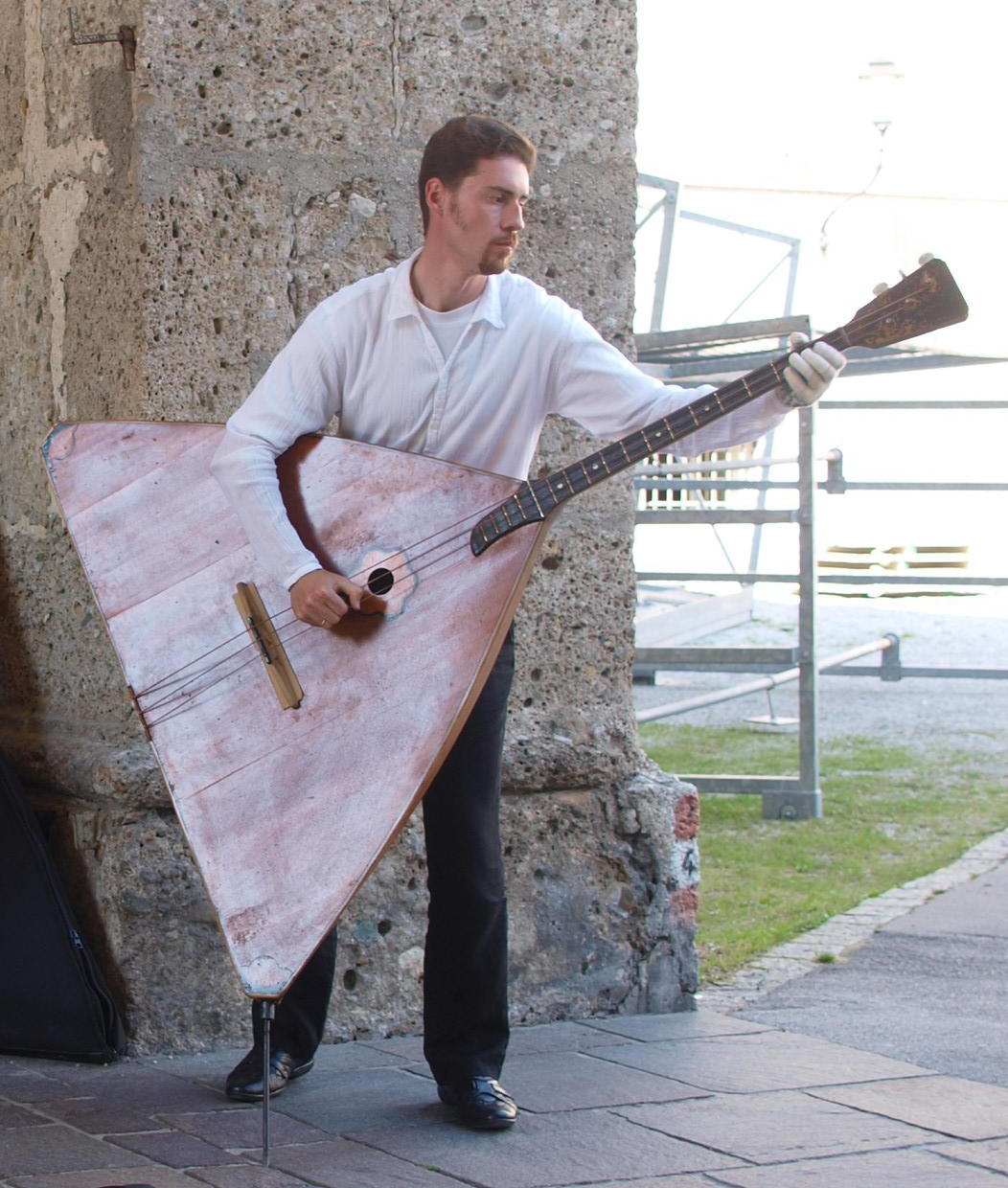
コントラバス・バラライカ

1883年、自宅のあるマリイーノ村で農民が古いバラライカを弾くのを聴いて、これに魅せられる。アンドレーエフは、楽器の構造があまりに素朴すぎると考え、自ら図面を引き、土地の指物師の協力を得ながら2年がかりで改良品を製作する。しかし、これに満足できず、サンクトペテルブルクで音響学を研究しながら、ヴァイオリン製作者V.V.イワーノフに依頼して5フレットのバラライカを製作する。この結果、音響面では改善できたものの、長音階の7音しか出すことができなかった。アンドレーエフはさらに改良を進め、1886年、F.S.パセルプスキーとの共同作業によって12フレット式バラライカを製作する。これにより半音階の演奏も可能になった。
この年の末、アンドレーエフはバラライカの独奏公開演奏を始めた。
アンドレーエフのバラライカ演奏は好評で、彼を中心に「バラライカ演奏同好会」が生まれた。仲間の奏者を得たアンドレーエフは、バラライカによるアンサンブルを計画、各音域に合わせて、ピッコロ、ディスキャント、アルト、テノール、バス、コントラバスの6種類のバラライカを製作する。1888年3月、バラライカ・アンサンブルによる初の公開演奏を行う。曲はロシア民謡の編曲であった。
1889年に開かれたパリ万国博覧会に、アンサンブルを率いて公演する。これによって、アンドレーエフはフランス芸術アカデミーの名誉会員に選ばれ、レジオンドヌール勲章を授与された。

### アンサンブルからオーケストラへ
バラライカ・アンサンブルの成功に自信を持ったアンドレーエフは、これをさらに発展させた、民族楽器によるオーケストラの編成をめざした。アンドレーエフの活動に専門音楽家たちも関心を向けるようになり、作曲家ニコライ・フォーミン、音楽家・人種学者ニコライ・プリヴァロフ、民族オーケストラ理論家ウラディーミル・ナーソン、バラライカ演奏家・製作家ボリス・トロヤノフスキーらが協力者となった。
1890年、指物職人ナリーモフ製作によるバラライカと出会ったアンドレーエフはこの楽器に夢中になり、ナリーモフをマリイーノ村に招聘して、オーケストラ用の楽器一式の製作を依頼する。同時にアンドレーエフは、各楽器の自然さと合理性に見合い、楽器の持っているすべての性能を発揮できる奏法を独自に研究・開発した。
その後もアンドレーエフは音楽事業家・出版者ミトロファン・ベリャーエフのサークルでバラライカ・アンサンブルによるロシア民謡を演奏し、出席していたアレクサンドル・グラズノフ、ニコライ・リムスキー＝コルサコフ、アナトーリ・リャードフ、ウラディーミル・スターソフ、ゲストとして招待されていたピョートル・チャイコフスキーらに好意的に迎えられた。ティフリス（現トビリシ）の演奏会では、アントン・ルビンシテインから絶賛を受けた。
とはいえ、アンドレーエフの活動に理解を示したのは民族的・進歩的な考えを持つ音楽家たちであり、当時イタリア・オペラを主流としていた宮廷や貴族たちの反応は冷ややかなものだった。悩んだアンドレーエフは作家のレフ・トルストイに相談し、1896年3月にトルストイは手紙を書いてアンドレーエフを励ました。
1895年に半球型の胴をした3弦の古い楽器が発見され、これをドムラだと考えたアンドレーエフは、この楽器を元にしてドムラの復元・試作を開始する。しかし、後になってこの楽器はドムラではなく、バラライカであることが判明した。また、フォーミンとともにグドーク（3弦を持ち、弓で弾く楽器）の改良に取り組み、この楽器による四重奏を実験したが、これは失敗に終わった。
こうした試行錯誤を経ながら、ナリーモフの楽器製作は高い完成度に達するようになり、1900年のパリ万国博覧会、1907年のサンクトペテルブルク第1回全ロシア楽器展において、彼の製作楽器はいずれも金メダルを受賞、ナリーモフは「ロシアのストラディバリ」との名声を得るようになる。

### 大ロシア合奏団
1897年、アンドレーエフはロシア民族楽器オーケストラを創立し、「大ロシア合奏団（ロシア語: Великорусский оркестр）」と名付けた。合奏団は、バラライカ群とドムラ群を組み合わせ、2種類のグースリを取り入れた22人編成であった。
なお、オーケストラの編成は撥弦楽器のみであり、管楽器は含めなかった。これについて、アンドレーエフは「ドムラ、バラライカ、グースリのオーケストラは、ロシア民謡を伝える上でより魅力的で典型的なものである。吹奏楽器は、その魅力を出せない」と述べている。
大ロシア合奏団を率いたアンドレーエフは、ロシア国内を演奏旅行に出る。ツァーリ政府はこれを「時期尚早」として妨害し、ウクライナでは町への入場が禁じられ、楽器がつぶされるなどの迫害もあった。しかし、作家のマクシム・ゴーリキー、画家のイリヤ・レーピン、声楽家のフョードル・シャリアピンらが彼のオーケストラを高く評価した。レーピンは、アンドレーエフに手紙を書き、モデスト・ムソルグスキーの作品に目を向けるように助言している。シャリアピンは、1894年に彼がサンクトペテルブルクにやってきたとき、アンドレーエフがシャリアピンを世話し、マリインスキー劇場の指揮者エドゥアルド・ナープラヴニークに推薦していた関係もあり、しばしばアンドレーエフのコンサートに出演してオーケストラを伴奏にロシア民謡を歌った。また、グラズノフは「大ロシア合奏団」のために『ロシア幻想曲』（1906年初演）を作曲している。
アンドレーエフのオーケストラの評判が高まると、やがて政府もこれを認めるようになった。モスクワでの演奏会では、トルストイの求めに応じてアンドレーエフ自作の『月は輝いている』を3度演奏した。
大ロシア合奏団のドムラ奏者として所属し、のちにバレエ・リュスのダンサー・振付師となったミハイル・フォーキン（1880年-1942年）は、次のように回想している。
「アンドレーエフは非常に多才だった。バラライカの名演奏や、わがオーケストラを天才的に指揮するだけでなく、語りものを見事にこなし、ロシア舞踊を踊ることができた。それは私が出会うことのできたロシア舞踊の中でももっとも才能ある演技だった。彼は、踊るロシア男になりきっていた。ダンスの名手であったわけでもないのに、バレエでも見たことがないような動作における性格描写や踊りへの陶酔を醸し出した。」
1908年から1911年にかけて、大ロシア合奏団はドイツ、イギリス、フランス、アメリカ合衆国を演奏旅行し、成功を収めた。
大ロシア合奏団の演奏を聴いたドイツの指揮者カール・ムックは次のように述べた。
「それにしても、ロシア民族はなんと才能があるのだろう。スタニスラフスキーの演劇を見、アンドレーエフを聴く前まで、私たちはロシア民族に対して誤った理解をしていた。」
また、大ロシア合奏団がロベルト・シューマンのピアノ曲「なぜに」（『幻想小曲集』作品12より第3曲）の編曲を演奏したとき、指揮者のアルトゥール・ニキシュは「（この曲を）大ロシア合奏団が比べようもないくらい素晴らしく演奏した」と記している。
アメリカでは、新聞が次のような批評を掲載した。
「アンドレーエフがなしとげた音楽芸術の分野の数多い驚くべき発見を、同時代人たちはそのすべてを完全に評価できないだろう。彼の仕事のおかげで、音楽は非常に貧しい人々の層をも除外することなく、一般大衆の手に届くものとなった。教育が平易で、安価であること、レパートリーが広範なこと、並でない美しさと多才な音色―これらはアンドレーエフがつくりあげたロシアの民族音楽が、外見は素朴でありながら、絶大な一般の支持を得た成果による。その特徴は、音楽的な価値の高さにあり、アメリカで流行しているマンドリン、バンジョー、ギターのどんなオーケストラとも比べられないアンサンブルをつくっている。（中略）このような音楽アンサンブルをつくることができるのは、天才のみである。」
この結果、アンドレーエフらが訪問した国々ではロシア・バラライカ演奏愛好協会や、大ロシア合奏団を手本とした民族楽器オーケストラが誕生し、音楽学校ではドムラとバラライカの演奏が教育に導入されるなどした。

### 活動25周年祝賀会
1913年には、サンクトペテルブルクでアンドレーエフの創作活動25周年を称える祝賀会が開催された。ゴーリキー、アレクサンドル・クプリーン（ロシアの作家）、サラ・ベルナール、ルッジェーロ・レオンカヴァッロ、アルトゥーロ・トスカニーニ、カミーユ・サン＝サーンスらから祝電が届き、シャリアピンはスピーチに立って次のように述べた。
「あなたは孤独であったバラライカ姫を親切に、心暖かく守ってくれました。あなたの世話と愛情によってバラライカは絶世のロシア美人に成長し、その美しさで全世界を魅了したのです！」
アンドレーエフは新聞に寄稿して、感謝の気持ちを述べた。
「とくに、これらのご祝辞のなかで、私のしたことが民衆にとって意義深いことであると認めてくださったことは、私にとって非常に貴重です。そのためにこそ私は生き、活動してきたからです。（中略）私の仕事に対して社会がこんなにもはっきりと承認してくれたことが、祖国の田畑で働いているほかの人々にも勇気を奮い起こさせ、エネルギーと勇気を与え、また必要な辛抱強さを与えるものとなるのであれば、私は心から喜ばしく思います。」
別の手紙では、アンドレーエフは次のようにも述べている。
「私の行ったすべての改良は、広く社会に利用してもらえるようにするためのものであった。それは、何の経済的な目的も、個人的な利益も追い求めたものではなく、まさに、広く、自由に普及していくことによって、この芸術があらゆる点で民衆の手に届くものとなるようにするためであった。」
「私が生き、仕事をしている主要な目的、それは民衆の余暇時間を最大限、音楽で満たし、民衆の生活自体のなかに音楽を持ち込むことである。」（1917年）。

### 「皇帝のソリスト」

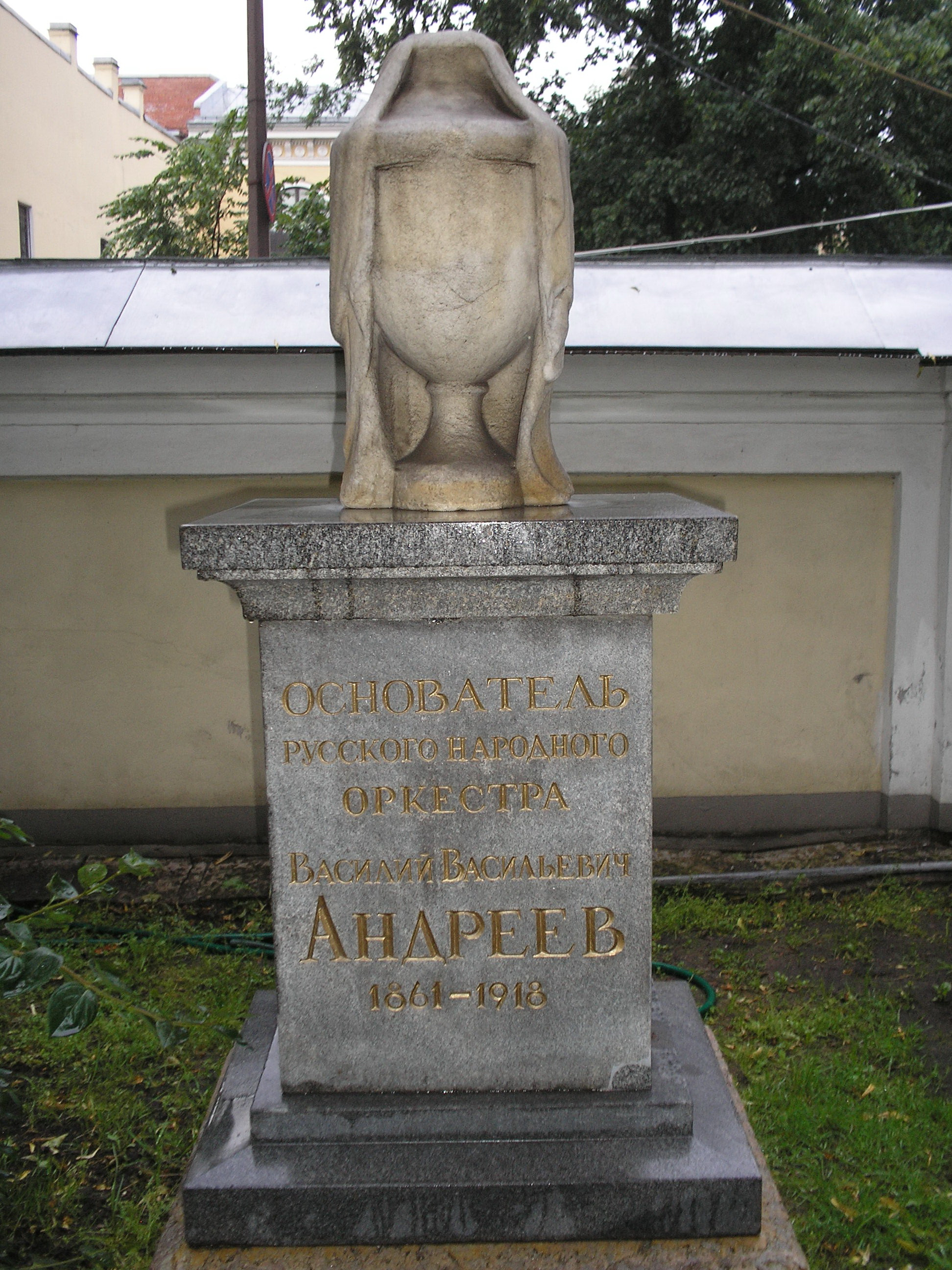
アレクサンドル・ネフスキー大修道院にあるアンドレーエフの墓（サンクトペテルブルク）

1914年よりニコライ2世に庇護され、アンドレーエフは「皇帝のソリスト」の称号を得る。1917年にロシア革命が起こると、アンドレーエフは利益の多い外国のコンサート諸団体の申し出を断って革命政府の任務に協力した。「大ロシア合奏団」は労働者のクラブや集会で演奏し、ロシア内戦時の前線を回った。
1918年12月、アンドレーエフはペトログラード（サンクトペテルブルクの当時の呼称）で重い感冒にかかり、57歳の生涯を閉じた。葬儀で、遺骸はフレデリック・ショパンの葬送行進曲に送られ、アレクサンドル・ネフスキー大修道院の墓地に埋葬された。
アンドレーエフの愛器「ナリーモフ102番」は、「大ロシア合奏団」のバラライカ奏者トロヤノフスキーが受け継いだ後、サンクトペテルブルクの楽器博物館に所蔵された。